# Centro reformista
Centro reformista es el nombre utilizado por el Partido Popular español para definirse ideológicamente a sí mismo desde la segunda mitad de la década de los 90.
Según el artículo 2 (Ideología), de los estatutos del Partido Popular:

El Partido Popular se define como una formación política de centro reformista al servicio de los intereses generales de España, que tiene a la persona como eje de su acción política y el progreso social como uno de sus objetivos. Con clara vocación europea e inspirado en los valores de la libertad, la democracia, la tolerancia, el humanismo cristiano de tradición occidental, defiende la dignidad del ser humano, los derechos y libertades que le son inherentes; propugna la democracia y el Estado de Derecho como base de la convivencia pluralista en libertad; promueve, dentro de una economía de mercado, la solidaridad territorial, la modernización y la cohesión social así como la igualdad de oportunidades y el protagonismo de la sociedad a través de la participación de los ciudadanos en la vida política; aboga por una comunidad internacional fundamentada en la paz y en el universal respeto de los derechos humanos.

El término es usado también por otros partidos en el mundo, variando el significado.